# Markijan Malski
Markijan Zinowijowycz Malski (ukr. Маркіян Зіновійович Мальський; ur. 16 lutego 1954 we wsi Helenków w rejonie kozowskim obwodu tarnopolskiego) – ukraiński geograf i politolog, badacz stosunków międzynarodowych, wykładowca, w latach 2010-2014 ambasador w Polsce.

## Życiorys
W 1977 ukończył studia geograficzne, następnie zaś studiował geografię społeczno-gospodarczą na Uniwersytecie im. Iwana Franki we Lwowie. Wykładał historię i geografię dla studentów z zagranicy (1983–1986).
W 1983 uzyskał tytuł kandydata nauk geograficznych, następnie zaś docenta (1987), doktora nauk ekonomicznych (1995) oraz profesora (1997). Od 1992 sprawował funkcję dziekana Wydziału Stosunków Międzynarodowych Narodowego Uniwersytetu im. Iwana Franki we Lwowie, stał również na czele Katedry Stosunków Międzynarodowych i Wiedzy o Państwach (następnie: Katedry Stosunków Międzynarodowych i Służby Dyplomatycznej). Był dyrektorem programu pn. Uniwersytet Bałtycki, który powstał we współpracy ze szwedzką uczelnią w Uppsali. Wykładał w Centrum Polityki Bezpieczeństwa w Genewie (1998–2000), a w okresie 1992–2002 był profesorem gościnnym w Wielkiej Brytanii, Kanadzie, RFN, Polsce, USA, Szwajcarii i Szwecji. W 2009 otrzymał tytuł Zasłużonego Profesora Lwowskiego Uniwersytetu Narodowego im. Iwana Franki.
24 lipca 2010 został mianowany ambasadorem Ukrainy w Polsce, zaś 7 września złożył listy uwierzytelniające Prezydentowi RP. 19 marca 2014 został odwołany ze stanowiska ambasadora przez pełniącego obowiązki prezydenta Ukrainy Ołeksandra Turczynowa. 
Po odwołaniu z placówki ponownie objął obowiązki kierownika Katedry Stosunków Międzynarodowych i Służby Dyplomatycznej, w 2014 był jednym z dwóch kandydatów na stanowisko rektora Lwowskiego Uniwersytetu Narodowego im. Iwana Franki przedstawionych do wyboru ministrowi edukacji Ukrainy, wybór ministra padł na Wołodymyra Melnyka.
Jest autorem ponad 150 publikacji z dziedziny geografii gospodarczej, stosunków międzynarodowych i dyplomacji. Żonaty, ma dwóch synów.

## Odznaczenia
- Order „Za zasługi” III klasy (Ukraina, 2012)[4]
- Krzyż Komandorski Orderu Zasługi RP – Polska, 2014[5]